# Araripemanakin
Araripemanakin (Chiroxiphia bokermanni) är en akut utrotningshotad sydamerikansk tätting i familjen manakiner. Den beskrevs som ny art för vetenskapen så sent som 1998.

## Utseende och läten
Araripemanakinen är en 15,5 centimeter lång manakin markant tecknad i svart, vitt och rött. Hanen är vit med svarta vingar (utom vingtäckarna) och svart stjärt. Den är lysande karmosinröd från en panntofs bakåt över hjässa och nacke till mitten av ryggen. Även ögat är rödaktigt. Honan skiljer sig tydligt med sin olivgröna dräkt, blekare på buken och tillbakabildad panntofs. Sången liknar hjälmmanakinens: en musikaliskt drillande serie, exempelvis uí-guru, guru-uí, guru-uí.

## Utbredning och systematik
Arten förekommer i östra Brasilien (Chapada do Araripe i Ceará). IUCN kategoriserar arten som akut hotad. Tillsammans med hjälmmanakinen placerades arten i tidigare i släktet Antilophia, men detta inkluderas allt oftare i Chiroxiphia.

## Namn
Fågelns vetenskapliga artnamn hedrar den brasilianske herpetologen Werner Carlos Augusto Bokermann (1929-1995).